# Roisan
Roisan ist eine italienische Gemeinde in der autonomen Region Aostatal.
Roisan hat 1014 Einwohner (Stand 31. Dezember 2023) und liegt in einer Höhe von 935 m ü. M. im Valpelline-Tal. Dies ist ein Seitental des Aostatals und reicht von Aosta bis zum Passübergang des Großen Sankt Bernhard.
Die Nachbargemeinden sind Aosta, Doues, Gignod, Saint-Christophe und Valpelline. Die Gemeinde Roisan besteht aus den Ortsteilen (frz. hameaux) Baravex, Blavy, Careybloz, Chambrette, Champapon, Champvillair Dessous, Champvillair Dessus, Chaumé, Fontillon, Clavallaz, Closellinaz, Crétaz, Gorrey, Ladret, Les Adrets, Martinet (chef-lieu), Massinod, Moulin, Preil, Rhins, Pointier, Salé, Champ de Bau, Château, Chaviller, Chez Collin, Creusévy und Zatély.
Bei Moulin mündet der Bach Artanavaz in den Talfluss Buthier.

## Persönlichkeiten
- Federica Diémoz (1975–2019), Romanistin und Dialektologin